# くりいむレモン
『くりいむレモン』（英語: Cream Lemon）は、フェアリーダストが制作し、創映新社が発売した日本のアダルトアニメビデオ作品のシリーズ。タイトルロゴから『くりぃむレモン』（「い」が小文字）と表記されることもあるが、シリーズ全作品を通して正式名称は『くりいむレモン』である。

## 背景・歴史
「美少女アニメ」とも呼ばれるアダルトアニメの先駆けであり、1982年公開の『機動戦士ガンダムIII めぐりあい宇宙』に登場するセイラ・マスの入浴シーンを映画館でカメラに収めているアニメファンらにビジネスとしてのヒントを得たのが契機とされる。
1980年代に映像記録媒体としてVHSが隆盛を極めた最中、1983年の『ダロス』リリースをきっかけにオリジナル・ビデオ・アニメーションの作品群が出現した。翌1984年にはロリータを題材としたアダルトアニメ『仔猫ちゃんのいる店』が発売され、ユーザからの支持を得た。
それと同じ1984年に、フェアリーダストが手掛けた『くりいむレモン』シリーズの第1作目となる『媚・妹・Baby』がリリースされた。第1作目が人気を博すと、フェアリーダストはSFやファンタジー、レズ（百合）やSM、グループセックスといった幅広い題材を扱った作品を『くりいむレモン』シリーズとしてリリースさせ、本シリーズはアダルトアニメの主力作品の地位を確立した。1980年代後半は『くりいむレモン』シリーズを代表とする美少女アニメ作品の人気が高まり、美少女イラストが性的対象として認知され始めた時期とされている。本アニメシリーズのヒロイン・亜美は、声優の及川ひとみが担当した。

## アニメ

### くりいむレモンシリーズ
1. 媚・妹・Baby（1984年8月11日発売[8]）
メインヒロインの野々村亜美は、義兄妹の関係にあった兄のヒロシに強く想いを寄せていた[9]。次第にヒロシの方も亜美に恋心を抱くようになり、2人は性的関係を持つようになる[9]。しかし、そのことをヒロシの母親に知られてしまう。
  - スタッフ
    - Dr.Pochi & Super Stuff、Tone Gonbe、St. Hippopotamus(スタジオ・ヒポポタマス)
    - 制作：A.P.P.P. CO,LTD.、フェアリーダスト
2. エスカレーション〜今夜はハードコア〜（1984年9月10日発売[8]）
主人公の小松崎リエは、ミッション系の男子禁制の全寮制女子高校に転入する。
リエはその学校で生徒会長を務める才色兼備な早川ナオミに憧れ、ナオミもすぐリエを気に入り、愛し合うようになる。そこにリエの同級生のミドリも加わり、繰り広げられるレズとSM。
  - スタッフ
    - Dr.Pochi & Super Stuff、Tone Gonbe、St. Hippopotamus
    - 制作：A.P.P.P. CO,LTD.、フェアリーダスト
    - 演出・作画監督：富本起矢
3. SF・超次元伝説ラル（1984年12月3日発売[8]）
全宇宙を手中に収めようと企む悪しき魔法使いラモー・ルーは惑星ラルに侵入し、ラルにある伝説の剣“リバース”を得ようとラルの王女を誘拐する[10]。それを受け、美少女キャロンがラモー打倒の為立ち上がる[10]。
カラーで25分間収録[10]。「触手が相手！」と言う理屈から無修正のまま日本ビデオ倫理協会の審査を通過した事で話題となった。
  - スタッフ
    - キャラクターデザイン (CHARACTER DESIGN)：KEI KAZUNA（計奈恵）、WAHO KONOMA（孤ノ間和歩）
    - スタッフ (STAFF)：STUDIO HIPPOPOTAMUS (スタジオ・ヒポポタマス)、NURARIHYON、NURUCHI、AIMAIMOKO、HIDEBU、JONASANSKYLARK、JACK-AMANO、SOU-MARUMI、SILVIASOUTHERNCROSS、KANOHSAYOKO、ASHOHYUIKO、RYOKOTOHNO、MEGUMIMOMOZONO、TAROSAITAMA、NANAHOSIKEMU、NAGALAGAWAUKAI
    - 効果：伊藤克己
    - サンクス (Thanks)：St. Himawari(スタジオひまわり）、Dr.Pochi & Super Stuff
    - アニメーション（ANIMATION）：ANOTHER PUSH PIN PLANNING CO,LTD.
4. POP♥CHASER（1985年3月13日発売[8]）
女賞金稼ぎのリオが今夜の宿を求め、寂れた町をぶらついているとなぜか、セーラー服サロン（唯一の宿）が。やむを得ず泊まると店員のマイが部屋を訪れ、深夜まで「サービス」され続けるはめとなる。翌朝、無法者の集団「ザック」が町を襲撃しマイを含む娘たちを拉致する。
アジトで陵辱されるセーラー娘たちを奪還すべくリオが出撃する...のだが、事態はコミカルに推移する。
  - 声の出演
    - リオ：花井かおり
    - マイ：高石良江
    - ザック：佐藤康
    - マスター：長田友治
    - 町の老人：沢本栄二
    - 手下：岡本恭三、大木豊、追水長一郎、清水一成
    - 女の子：三田奈保子、熊田道子、戸隠笑子、久保田幸

  - スタッフ
    - プロデューサー：野村和史、吉田尚剛（A.P.P.P.）
    - 原案・シナリオ・絵コンテ・演出・作画監督：佐倉大
    - キャラクターデザイン：佐倉大、もとやまゆうじ
    - 原画：もとやまゆうじ、小山内宏、たんくくんた、水越薫、○島×彦（仮名）、TAKASHI、前田明、ぬるちひるこ、チャノチロトシ、大木金太郎、綾歌軍、家紋我路、住友太郎、ゴーダ君、比久保弘之、かみなりねこのO.P.、円谷映三、某、井上俊之、鳥本起矢、大広間由美、土器手某、あんのひであき、亜呂沢秀部、渡辺浩
    - 動画：いそのカツオ、夢眠勝間田、生亀信幸、七星ケム、ずかすやだわ、故早子、叙菜惨素快楽、久里似夢、れもん南花、黄来菜野佐
    - 色指定：金丸ゆう子
    - 検査：高安代利子、本多昌弘
    - トレースマシン：斉藤博樹、越田啓文
    - 特殊効果：榊原豊彦
    - 仕上：荒幡晴美、谷越治樹、内田真、平野寿美、大月結里枝、中西千津子、林弓子、中村江里、佐藤和彦、坂従和実、井上邦雄
    - 背景：スタジオTAO
    - 効果：松田昭彦（フィズサウンド）、今野康之（スワラ・プロ）
    - 進行：水谷光一
    - 制作：A.P.P.P. CO,LTD.、フェアリーダスト
    - 製作・著作・発売：創映新社
    - 受審：フェアリーダスト
5. 亜美・AGAIN（1985年4月10日発売[8]）
『媚・妹・Baby』の続編で、早すぎた性に傷つき続ける亜美を描いた。
亜美とヒロシの関係をヒロシの母親に知られたため、ヒロシは強引に海外留学させられた。亜美はそのヒロシを想いながら、退屈な学校生活を送っていた。
ある日、級友の寺沢今日子とさとみに誘われ遊びに出たディスコで噂の遊び人・河野隆二と出会い、関係を持ってしまう。
6. エスカレーション2〜禁断のソナタ〜（1985年5月25日発売[8]）
ナオミが学校を卒業して寂しい学校生活を送っていたリエの元に、ナオミから招待状が届く。リエはナオミに会うために彼女の別荘へ行く。
リエ、ナオミ、ミドリ、そしてリエのクラスメイトのマリも加わり、ナオミの別荘で繰り広げられるレズとSM。
7. いけないマコちゃん MAKO・セクシーシンフォニー前編（1985年7月12日発売[8]）
潔癖性の少女の心の奥にひそむ、別人格による性への目覚め。
  - スタッフ
    - 監督：平・・弘
    - 作画監督・原画：幕野内味美
    - 演出：ちちもみのり
    - 動画：ラジカルパーティー
    - 背景：大泉栄
    - 特効：ラビットハウス
    - 進行：越田啓文
    - 仕上げ：安斉弘美（色指定）、温田来、永野一孝、高橋敏之、木場修一、あらはたはるみ、森川夏代、郷田ちづこ、さだまさこ、雅棋誰梨那、中村りえ
8. スーパーバージン（1985年9月10日発売[8]）
超能力を使う男女が対立する学園での恋の行方。
  - スタッフ
    - 演出：花輪弘昌
    - 作監・絵コンテ：BOO
    - 原画：安藤夏、吉村和行、埼玉太郎
    - 動画：坂部久明、大浦真由美
9. ハプニング・サマー（1985年10月20日発売[8]）
姉の恋人への淡い憧れとその行方に絡む幼馴染の少年。
  - スタッフ
    - キャラクターデザイン・作画監督：みはしあやこ
    - 原画：青虫蝗虫、みはしあやこ、有品柾子
    - 仕上：大月結里枝、荒幡晴美、増田篤志、西中穂積
    - 動画： 桜美宮工、玉田むつみ、二香暖野、山本美和子
    - 演出：AIMAIMOKO
10. STAR TRAP（1985年12月25日発売[8]）
宇宙警備員少女カップルの愛と冒険。
カラーで25分間収録された[10]。
  - スタッフ
    - 原作・キャラクターデザイン・作画監督：計奈恵、狐ノ間和歩
    - 原画：唐部明夫、みずまくら、みはしあやこ、青虫飛蝗、蒼鮨丸太、吉祥天
    - 動画：田危篤障、玉田睦益、桜美宮工、増尾拓郎、五香暖野
    - 仕上：斉藤茶、HARUMI、小田渉、田中真弓、郷田千津子
    - 効果：伊藤克己（スワラ・プロ）
    - 演出：AIMAIMOKO
    - 絵コンテ：坂本郷
    - 制作：A.P.P.P. CO,LTD.、フェアリーダスト
    - 製作・著作・発売：創映新社
    - 受審：フェアリーダスト
11. 黒猫館（1986年1月25日発売[8]）
主人公の村上が、女主人・冴子とその娘・亜理沙、そしてメイドのあやと共に館で淫蕩な日々を過ごす[11]。
  - スタッフ
    - 演出：亜久竜夫
    - 作画監督・キャラクターデザイン：富本起矢
    - 原画：富本起矢、大島秀範
    - 動画：玉田睦益、桜美宮工、増尾拓郎、五香暖野
12. いけないマコちゃん MAKO・セクシーシンフォニー後編（1986年2月25日発売[8]）
2つの別人格に振り回される少女の性への目覚め、そしてレズ。
「メガゾーン23」のヒロインである高中由唯のポスターが映るシーンがある[注 3]。
  - スタッフ
    - 監督：平・・弘
    - 作画監督、原画：幕野内味美
    - 動画：森みゆき、砂川勝也、椎名律子、律沢明彦
    - 色指定：安斉弘美
    - 仕上げ：内田真、佐藤和彦、白井瑠香、若林千秋
    - 背景：スタジオリバー
    - 演出助手：禍津神啓
    - 制作進行：越田啓文
13. 亜美III（1986年5月25日発売[8]）
行き場のない想いのまま愛していない男との関わり。
  - スタッフ
    - 演出：南原貴広
    - 絵コンテ：坂本郷
    - 作画監督：富本起矢
    - 原画：青虫飛蝗、南原貴広、甘栗太郎、飯島まさる
14. なりすスクランブル（1986年8月5日発売[8]）
趣味人だらけの学園の平和を守る天然少女の活躍。ギャグ作品。
過去のパートに登場したヒロインが映るシーンがある[注 3]。
  - スタッフ
    - ストーリー原案、絵コンテ:富本起矢
    - 演出：亜久竜夫
    - キャラクターデザイン・作画監督：美橋亜矢子
    - メカデザイン：冬越蛹
    - 原画：美橋亜矢子、よしゆきもとき
15. 超次元伝説ラルII〜ラモー・ルーの逆襲〜（1986年12月5日発売[8]）
『SF・超次元伝説ラル』の続編[10]。復活した魔物と少し成長した王女の戦い。
カラーで25分間収録[10]。
  - スタッフ
    - キャラクターデザイン・作画監督：猫田ニャン
    - 原画：猫田ニャン、南原貴広、金太郎、天馬留美夫、無邪鬼、大ちゃん、みずまくら、股毛家奇多、海野幸
    - 効果：伊藤克己（スワラ・プロ）
    - 演出：自爆霊
    - 制作：A.P.P.P. CO,LTD.、フェアリーダスト
    - 製作・著作：創映新社
16. エスカレーション3〜天使たちのエピローグ〜（1987年2月21日発売[8]）
学校卒業を目前にしたリエの前に、問題児的な後輩のアリサが現れる。
リエは卒業式の後、ナオミから招待されていた彼女の別荘に行く。
リエ、ナオミ、ミドリ、そしてアリサも加わって、ナオミの別荘で繰り広げられるレズとSM。
17. くりいむレモン3周年記念スペシャル 卒業アルバム くりいむレモン名場面集（1987年11月5日発売[8]）
上記オリジナルシリーズ16作を編集した作品、本作オリジナルのナビゲータキャラクターがいる。
  - スタッフ
    - 企画、製作:吉田尚剛
    - 脚本、構成、監督:山田勝久
    - 絵コンテ、演出:五月女有作
    - キャラクターデザイン、作画監督:西島克彦
    - 原画:美橋亜矢子、高見明男、北尾勝
    - 動画:大浦勉（アニメトロトロ）、グループどんぐり、スタジオ天
    - 動画検査:佐藤裕司
    - 色指定:飯塚智久
    - セル検査:永井留美子
    - 仕上、制作協力:スタジオ・ファンタジア
    - 美術監督:荒井和浩
    - 背景:あにまる屋
    - 音響監督:本田保則
    - 効果:スワラプロ
    - 音響製作:アーツプロ
    - 録音:アバコクリエイティブスタジオ
    - 撮影:虫プロダクション
    - 現像:東京現像所
    - ネガ編集:小島俊彦（岡安プロモーション）
    - 制作デスク:川澄博文
18. 亜美・イマージュ〜白い影〜（1985年12月15日発売[8]）
『亜美・AGAIN』の後、街でスカウトされアイドルとしてデビューした亜美を描くミュージックビデオ。一般作。
19. 旅立ち〜亜美・終章〜（1986年8月10日発売、劇場公開は6月21日[8]）
他のOVA作品とは異なり、劇場用作品として『プロジェクトA子』と同時上映された一般作。この劇場版で亜美の物語は完結するはずだった。
  - スタッフ
    - 脚本:倉田悠子
    - 絵コンテ：谷得駄留
    - 監督：びっくり箱
    - キャラクターデザイン：富本起矢
    - 製作：創映新社、フェアリーダスト、A.P.P.P. CO,LTD.
    - 配給：松竹富士
20. 幻のくりぃむレモンPart.0（1988年4月発売）
『媚・妹・Baby』と『エスカレーション〜今夜はハードコア〜』を、当初予定されていた構成どおりに制作したもの。ただし、ビデオについては通信販売のみ。無修正ではなく、冒頭の亜美のモノローグで年齢を語る部分は削除されている。

### 新くりいむレモンシリーズ
仕切り直しを行った新シリーズ。それまでも製作に携わっていたAICが一般OVAにて人気を博したことから正式に「AIC提携作品」と銘打たれている。
1. 森山塔ゲストスペシャル 5時間目のヴィーナス（1987年3月21日発売[8]）
女性教師の苑子は教え子のしめじが裏ビデオに出演している事実を知り、しめじにデッサンモデルとなるよう指示する[12]。苑子の言われるがまま男子生徒の前でいやらしいポーズをとり、教室は混乱状態となっていく[12]。
本作は森山塔が手掛けた初めての美少女アニメである[12]。カラーで25分間収録された[12]。
2. ホワイトシャドウ（1987年4月15日発売[8]）

新体操に打ち込むヒロインと、彼女に想いを寄せる同級生男子2人が、謎のペンダントによって体験させられる、快楽と恐怖の物語。
3. 魔人形 (madol)（1987年5月1日発売[8]）
ホワイトクリスマスの夜、5年間の行方不明を経て再会した姉の同級生に導かれるまま、幻想的な官能の世界へと連れて行かれた、ある少年のストーリー。夢魔もの。
4. e・tude〜雪の鼓動〜（1987年6月21日発売[8]）
ポスト亜美を狙って制作された作品。
5. ゆめいろBUNNY（1987年7月1日発売[8]）
大都会を舞台に、好色な少年が1羽のウサギを買ったことから始まる、不思議な物語。
6. サマーウィンド〜少女たちが運んだ夏〜（1987年7月30日発売[8]）
亡くなった恋人を想い、真夏の海に来ていた青年が出会った不思議な少女。やがて二人の仲は急速に近づくが、彼女には重大な秘密があった。悲恋物語。
  - スタッフ
    - 監督 - 井出安軌
    - 作画監督 - 宮野晃
    - 美術監督 - 美波夏海
7. 二人のハートブレイクライブ（1987年12月26日発売[8]）
異星人の力を借りて、アイドルに夢中の幼馴染を振り向かせるために、幼馴染が考える理想の女性に変身した少女が見る、早すぎた大人の世界。
登場人物や設定に、当時の魔法少女アニメのコンセプトが使われているのが特徴である。
8. e・tudeII〜早春コンチェルト〜（1988年1月21日発売[8]）
この「e・tude」シリーズは、長期シリーズ化の予定があったらしいが、この第2巻で打ち切りとなった。
9. 森山塔スペシャルII 放課後×××（1988年3月21日発売[8]）
裕福な家庭に生まれたあすかは数人の男達に性交渉を強要され、彼らに受ける辱めからの快楽に溺れ始めていた[12]。そのことを知ったしめじと八千代があすかを助けようと試みる[12]。
本作は森山塔による第2弾の美少女アニメに当たる[12]。カラーで25分間収録された[12]。

### くりいむレモンスペシャル
1. DARK〜ダーク〜[13]（1987年6月25日発売[8]）
森の奥にある古城に住む女・マリアは男性の精力を糧とすることで若さを保っていた[13]。そこへニール、ネッドという名の男2人組が招かれ、マリアによって憔悴しきった状態へと堕ちていく[13]。
本作はエロスとホラーを組み合わせた内容となっており、カラーで45分間収録された[13]。

- スタッフ
  - ストーリー原案 - ニコラス・ロイド
  - キャラクター原案 - 新田真子
  - キャラクターデザイン - 逢坂浩司

### 亜美・それから
『くりいむレモン』本編における亜美シリーズの後、ユーザから続編が熱望されたことを受けて制作されたエピローグ4部作構成の作品群。いずれもフェアリーダストが制作し、カラーで40分間収録された。
第1部ではイギリス・ロンドンへ海外留学した兄・ヒロシの帰りを待つ亜美であったが、河野が芸能プロダクションのプロデューサーとして彼女に再度接触を図る。続く第2部では河野が亜美の芸能界への引き抜きに成功する。一方でヒロシがフィアンセを同伴した状態で日本へ帰国し、ヒロシに憧れを抱いていた亜美はそれを受けてひどく心を痛め、自棄になって河野やマネージャーの中西との情交に溺れていく。第3部では亜美が以前と違って優しい性格となった河野に対し次第に好感を抱くようになり、彼との婚約を決意するまでになる。そのことを知ったヒロシが亜美のもとへ向かい、二人は再会を果たしたことで亜美の心は再び揺れ動き始める。亜美は落ち着かない心境の中、第4部でコンサートに出演し歌唱パフォーマンスを終えると河野を置いてヒロシのもとへ向かう。そこでヒロシから念願の告白を受けたが、亜美の決断はヒロシと河野の二人から退くことだった。
1. 第1部 〜哀しみのなかで〜[14]（1988年10月21日発売[8]）
2. 第2部 〜忘れたいのに〜[14]（1989年2月3日発売[8]）
3. 第3部 〜抱かれたいのに〜[16]（1989年6月21日発売[8]）
4. 第4部 〜微笑のなかで〜[16]（1990年5月21日発売[8]）

### 漫画家シリーズ
漫画家を制作者として迎え入れて作られたシリーズ。
『魔道都市アスタロト』以外の3作品はV.H.S.アニメシリーズ（ビデオ・Hコミック・スペシャル）と題して一部場面をカットした一般向けとして事実上の先行発売が行われた。
1. 計奈恵スペシャル 魔道都市アスタロト（1989年9月1日発売[8]）
魔法少女と剣によって支配された世界での戦闘が描写されている[10]。
本作はカラーで40分間収録された[10]。
2. 唯登詩樹ベストヒット ヨーロッパの印象（VHSシリーズ：1989年12月1日発売、完全版：1990年6月21日発売[8]）
ヨーロッパへ観光に来た美少女ヒロインが様々な災難に見舞われる[17]。
本作は成年向けコミックで読者から大きな支持を集めていた唯登詩樹が手掛けた初の美少女アニメ作品に当たる[17]。カラーで35分間収録された[17]。
3. 亜麻木硅ベストヒット チェリーなゆううつ（VHSシリーズ：1990年1月21日発売、完全版：1990年7月21日発売[8]）
カップルの真彦と智美はお互いの初経験で失敗したため、先輩から性の手ほどきを受けるといった内容[18]。
本作はカラーで40分間収録され、原案およびキャラクターデザインをともに亜麻木硅が担当した[18]。
4. 森山塔スペシャルIII そうかもしんない（VHSシリーズ：1990年2月2日発売、完全版：1990年8月21日発売[8]）
拳銃を手に入れた少年が、それを用いて様々な女性に羞恥プレイを強要する。
本作はカラーで30分間収録された[12]。

### 総集編
上記の作品中、同一シリーズの作品をまとめてリリースしたもの。
1. 亜美・青春グラフティ くりいむレモン亜美総集編（1986年1月発売）
2. いけないマコちゃん MAKO・セクシーシンフォニー総集編（1987年6月1日発売[8]）
3. エスカレーション総集編（1988年4月発売[8]）
4. 森山塔傑作選（1992年8月発売[8]）

### シリーズ名なし
シリーズ名は特に付けられていない。
1. 青い性〜アンジェ&ローズ〜（1992年7月17日発売[8]）
カナダの田舎をホームステイに訪れた少年・としやは、そこでローズ、アンジェ、エディら美女3人と出会う。
としやはオナニーに耽るローズを目撃したことをきっかけに、彼女やアンジェとの性体験を繰り広げていく。
  - スタッフ
    - 演出:宮崎一哉
    - 作画監督:田島ひろし
    - 原画:縫田修、福山政敏、安彦守
    - 動画:スタジオマリーン、岡林俊之、光田工房、安面俊二
    - 仕上:スタジオマリーン、小笠原京子、加藤麻美、都築晶子
    - 美術、背景:スタジオ・ロフト
2. 続黒猫館（1993年3月19日発売[8]）
黒猫館での衝撃の体験から30年後、村上は再び黒猫館からの求人広告を発見する。燃え落ちたはずの黒猫館跡へ真実を知ろうと赴いた村上を待っていたのは、あの頃のままの館と住人達、そして気付くと若返っていた自分自身だった。村上はまたしても、黒猫館の住人達と愛欲の日々を繰り返すことになる。
  - スタッフ
    - 絵コンテ、演出:宮崎一哉
    - 原画:縫田修、李鍾二、ACJ
    - 動画:JR動画、上海朝陽動画
    - 仕上:中央MOVIE、第一動画、成PRODUCTION、上海朝陽動画、STUDIO MARINE
    - 色指定、セル検査:坂下芳治
    - 背景:STUDIO LOFT
    - タイトル:マキ・プロ
    - 現像:東京現像所
    - 撮影:FALCON、ACC
    - 編集:FALCON
    - 作画監督:深津琢正

### くりいむレモンjr
大陸書房より、書店売りビデオとしてリリースされたシリーズ。セックスシーンの削除を中心に15分程度に再編集した作品を2本収録し、一般作として発売したもの。一部の作品ではモノローグなどを新録している。

### くりいむレモン完全版
大陸書房、大陸書房倒産後は笠倉出版社より書店売りビデオとしてリリースされたシリーズ。内容がカットされている「Jr」に対する完全版であり、ビデオ流通で発売されたものと基本的に同じ内容。

### クライマックス全集
『くりいむレモン』シリーズ25作品で使用されたHシーンのアニメ映像やセル画が収録されており、全5巻によって構成された。VHSで発売された後にLDボックス、1995年4月28日にWinとMacのハイブリッド向けにCD-ROM媒体で発売された。

### 新世紀くりいむレモンシリーズ
1. エスカレーション〜Die Liebe〜（2001年7月27日発売[8]）
岬トモエはミッション系の全寮制女子高校の「敬愛芸術専門学園」に入学したものの、強い劣等感から自分に自身が持てず、学校にも馴染めず脱走を計る。学生総代の小松崎リエに見つかってしまうが、リエに優しくされたトモエは彼女に恋心を抱くようになる。
トモエはリエの紹介でミドリがキャプテンを務めるテニス部に入部したが、公認のカップルとなっていたリエとミドリに嫉妬し、トモエはリエに告白する。
リエに「本当の私を見せてあげる」と言われ、洋館に誘われたトモエが見たものは、ナオミお姉さまとミドリにSM調教を受けるリエの姿だった。「私もリエ先輩の玩具になりたい」と懇願するトモエに、突如Sに豹変したリエがお仕置きをする。ナオミお姉さまとミドリはその姿を満足気に見下ろしていた。
2. 亜美 RENCONTRER（2002年8月23日発売[8]）

### くりいむレモン New Generationシリーズ
2006年にリリースされたシリーズで、性的描写に踏み込んだこれまでのシリーズ作品とは違い、ライトな内容で構成された。全年齢対象の作品。携帯電話向けに配信されたことも話題となった。
第1作と第3作のヒロインである亜美の声は、当時ジュニアアイドルとして活動していたしほの涼が担当した。
1. vol.1 亜美 前編 I・妹・美（2006年3月23日発売[20]）
2. vol.2 レトルト美女八景（2006年3月23日発売[22]）
3. vol.3 亜美 後編 もういちど…（2006年5月31日発売[23]）
4. vol.4 クリーチャーバスター（2006年5月31日発売[24]）

## コンピュータゲーム
| 1986 | スタートラップ                                         |
| 1987 | くりぃむレモン SF・超次元伝説ラル                      |
| 1988 |                                                        |
| 1989 |                                                        |
| 1990 |                                                        |
| 1991 |                                                        |
| 1992 |                                                        |
| 1993 | 黒猫館 (PC-9801VM)                                     |
| 1994 | 亜美〜風立ちぬ〜                                       |
| 1994 | ラルIII 覚醒編                                         |
| 1995 | エスカレーション'95 〜お姉さまって呼んでいいですか？〜 |
| 1995 | 黒猫館 (Win3.1/Mac)                                    |
| 1995 | 森山塔スペシャル 5時間目のヴィーナス                   |
| 1995 | 亜美 Love Letter (Win/Mac)                             |
| 1995 | ヴァージン2 花ひらく少女たちの AVG                     |
| 1996 | スタートラップ                                         |
| 1996 | 亜美 ときめきパソコンプリンセス                        |
| 1996 | 赤い水晶の瞳                                           |
| 1996 | 亜美 Love Letter (Win95)                               |
| 1996 | 魔人形                                                 |
| 1996 | エスカレーション エクステンション                      |
| 1997 | 亜美〜傷心の天使〜                                     |
| 1998 |                                                        |
| 1999 | エスカレーション 〜蒼い抱擁〜                          |
| 2000 |                                                        |
| 2001 |                                                        |
| 2002 | エスカレーション-HARD CORE-                            |

スタートラップ
1986年1月26日にPC-8801mkIISR、PC-9801VM、FM-7、MSX向けに発売された。ジャストが製作を手掛けた。1996年1月にも同タイトルが発売されている。
くりぃむレモン SF・超次元伝説ラル
1987年4月にFM-7向けに発売された。ブランドはポニーキャニオン。
黒猫館
1993年7月9日にPC-9801VM向けに発売された。ブランドはフェアリーダスト。のちの1995年3月にはWin3.1およびClassic Mac OS向けにCD-ROM媒体でも発売された。アドベンチャーゲームである本作は、原作アニメの1作目と2作目の中間に当たる時系列で展開する。
プレイヤーの体力がなくなるとゲームオーバーになるシステムとなっていた。CD-ROM版では収録される音声データが増量された。
亜美〜風立ちぬ〜
1994年6月24日にPC-9801VM向けに発売された。ブランドはフェアリーダスト。
本作は家庭教師としてヒロインの亜美を教育していく育成シミュレーションゲームとなっているが、亜美を放置しておくと彼女は自慰行為に没頭しパラメータが減少するシステムとなっている。
ラルIII 覚醒編
1994年10月17日にPC-9801VM向けに発売された。ジャンルはRPG、アドベンチャーゲーム。ブランドはフェアリーダスト。『超次元伝説ラル』シリーズの第3作。
エスカレーション'95 〜お姉さまって呼んでいいですか？〜
1995年3月4日にPC-9801VM向けに発売されたアドベンチャーゲーム。ブランドはフェアリーダスト。
プレイヤーはナオミとなって、ゲームオリジナルの少女を含む学園の女生徒を調教するSM調教シミュレーションゲーム。
森山塔スペシャル 5時間目のヴィーナス
1995年4月7日にPC-9801VM向けに発売されたアドベンチャーゲーム。ブランドはフェアリーダスト。
亜美 Love Letter
1995年8月にWinとMacのハイブリッド向けにCD-ROM媒体で発売された。ブランドはフェアリーダスト。のちの1996年6月にもWin95向けにCD-ROM媒体で発売されている。ムービーを含む亜美シリーズのデータディスク。
ヴァージン2 花ひらく少女たちの AVG
1995年9月1日にPC-9801VM向けに発売されたアドベンチャーゲーム。ブランドはフェアリーダスト。原画は鈴木忍が担当した。
亜美 ときめきパソコンプリンセス
1996年3月にWin3.1/95向けにCD-ROM媒体で発売された。ブランドはフェアリーダスト。
起動時間や回数によって亜美の行動が決まるシステムとなっていた。
赤い水晶の瞳
1996年3月29日にPC-9801VM向けに発売された。ブランドはフェアリーダスト。
魔人形
1996年9月13日にブランド・フェアリーダストよりPC-9801VM向けに発売された。翌月にはWin95向けにCD-ROM媒体で発売された。
内容は『魔人形［madol］』の続編。行方不明となったオリジナル作品の主人公である広夢の姉から、その消息究明を依頼された主人公の物語。
エスカレーション エクステンション
1996年10月にWinとMacのハイブリッド向けにCD-ROM媒体で発売された。ブランドはフェアリーダスト。ムービーを含む『エスカレーション』シリーズのデータディスク。
亜美〜傷心の天使〜
1997年6月にWin95向けに発売された。ブランドはフェアリーダスト。
義理の兄と肉体関係を持ったことが母親に知られ、兄と距離を置くこととなった亜美が女友達2人と一緒に軽井沢へ出かけ、心の傷を癒しに行くといった内容。
エスカレーション 〜蒼い抱擁〜
1999年6月にWin95/Win98向けにブランド・Melodyから発売されたアドベンチャーゲーム。のちにリメイク版『エスカレーション-HARD CORE-』が2002年6月にフェアリーダストから発売されている。
くりいむレモン FourSeasons
DMM.comラボが提供するブラウザゲーム。『くりいむレモン』30周年を記念して制作され、2014年7月1日から事前登録を開始した。
ジャンルは恋愛アドベンチャーで、亜美など『くりいむレモン』シリーズのヒロイン達との恋愛を楽しむことができる。
本作は翌年の2015年1月13日をもって、サービスは終了となった。

## 実写作品
1997年3月21日には『くりいむレモン エスカレーション 天使の翼』の題で実写のオリジナルビデオが発表された。さらに、2005年の『くりいむレモン 亜美の日記』に端を発して全9作のオリジナルビデオ作品が「くりいむレモンレーベル」シリーズとしてリリースされている。なかでも、前田弘二が制作した『くりいむレモン 旅のおわり』では高校生らが登場し修学旅行での苦い経験が主題として描かれていた。
そして2004年9月25日には劇場にて『くりいむレモン』がR-15で公開された。上映時間は78分で、山下敦弘が監督を務め、向井康介・山下敦弘が脚本を手掛けた。役者として野々村亜美役に村石千春を、ヒロシ役に水橋研二をそれぞれ起用している。映画の序盤には両親の海外出張により亜美と兄が家に残され、その間に2人はお互いの好意に気付き肉体関係を持つようになる。行為中のところを帰宅した母親に気付かれた2人は伊豆へ駆け落ちをする、といった内容で、亜美の揺れる恋心や性的な倒錯関係、そして二人の別れが柔らかに表現された。監督の山下が手掛けた長編作品は本作で4作目となったが、山下は「色っぽい映画に挑戦しようとしたのですが、やっぱり最後は、ダメな男の話になってしまった」と本作について振り返っている。また、亜美を演じた村石にとっては2本目の映画出演で初の主役となった本作だが、自分の性格とは異なる寡黙なヒロインを演じることに難しさを感じた、と読売新聞の取材で話している。

## 批評・反響

### アニメ
前述のように『くりいむレモン』シリーズはアダルトアニメの主力作品となり、2006年の時点でシリーズ全体で200万本以上の売上本数を記録したとされている。とりわけシリーズに登場する妹系ヒロイン「亜美」はあどけなさを併せ持ったふしだらさからユーザからの高い支持を得るキャラクターとなった。シリーズの中にはオリコンのビデオチャートにランクインする作品も現れた。日経産業新聞ではビデオソフトベストセラーの記事で上位に『くりいむレモン』シリーズ作品がピックアップされることがあった。本シリーズは日本国外にも展開し「Hentai Anime」の名を冠するといった海外からの反響があり、のちに作品の実写化も行われることになった。
辰巳出版より発行された『美少女漫画大百科』では「美少女アニメBEST16」として『亜美・それから』全4作および計奈恵と弧ノ間和歩が制作した『SF・超次元伝説ラル』・『超次元伝説ラルII』・『STAR TRAP』の3作、計奈恵による『魔道都市アスタロト』、森山塔による『そうかもしんない』・『5時間目のヴィーナス』・『放課後×××』の3作、新田真子による『DARK〜ダーク〜』、唯登詩樹による『ヨーロッパの印象』、亜麻木硅による『チェリーなゆううつ』、その他『YJ版レモンエンジェル』、テレビアニメ『レモンエンジェル』が選出されている。
同誌では、まず『亜美・それから』シリーズについて「このシリーズなくしては美少女アニメは語れない」と絶賛し、第2部の亜美の行動については「哀しい女心がせつなく美しい」、第3部のドラマシーンは「繊細」に描かれていると評した。Hシーンに関しては、第2部で新しい演出を取り入れたことで「より可憐により激しく」なっていると指摘し、続く第3部では「限界に挑戦した」内容とコメントした。『ラル』2部作についてはキャラクターの露出度の高さを評価し、『STAR TRAP』はレズシーンが挿入されている点を特筆した。さらに『魔道都市アスタロト』は計奈恵と弧ノ間和歩による作品群とは異なり「ロールプレイングゲーム感覚で作られた」と指摘した。『そうかもしんない』に関しては収録された4回の強姦シーンを特筆し、どの演出も非現実的なシチュエーションであるがゆえに興奮度は高いとした。最後に『ヨーロッパの印象』はヒロインが着用する透け透けの衣装が性的な衝動を刺激すると述べ、映像は「ファンタジックで不思議」と形容した。
一方で、漫画家の山田玲司はニコニコ動画の配信番組『山田玲司のヤングサンデー』において、アニメの『くりいむレモン』シリーズが出現した時期から「少女と武器」というテーマにおいて「非常に軟弱化というのと、性的指向が地下に潜ったやつがいろんなメディアに混在していくという状態が始まってくる」と言及しており、強い正義感を持っていた当時の山田にとって戦闘シーンにお色気要素を組み合わせた内容は拒絶反応があったと述べている。
また、作家の森瀬繚はニュースサイト「ファミ通.com」に寄せた連載記事の中で、『黒猫館』のメインヒロインである大室あやは、PC-98時代の美少女ゲームにおけるメイドキャラクターのアーキタイプとなったと指摘している。

### ゲーム
ゲーム『亜美〜傷心の天使〜』は美少女ゲーム誌『BugBug』1997年7月号で紹介されており、プレイヤーの選択によって様々なストーリー展開が用意されていると言及された。しかしながら、同誌のライター・森澤かたなは同年9月号のゲームレビューにて本作のゲーム性の薄さを指摘し、アニメ映像やフルボイスのメッセージが収録されている点に触れ、プレイヤーに「『見せる』ための作りに徹底」した内容と言及した。他の作品では、キルタイムコミュニケーションが発行していた中古ゲーム専門誌『ユーズド・ゲームズ』で記事を連載していたライターの大澤良貴が『美少女ゲームマニアックス』に寄せた記事の中で、『亜美〜風立ちぬ〜』を地雷ゲームの1つとして取り上げた。本作ではヒロインの亜美を放置するたびにオナニーシーンが展開するため、くどさを覚えるとしている。また、雑誌『PC Angel』1993年6月号はゲーム『黒猫館』について取り上げ、エッチ度を5点中4点、美少女度を5点中3点としたものの、CGレベル・ゲーム性はともに5点中0点とした。

### 実写作品
映画批評家の前田有一は、映画『くりいむレモン』について100点中7点とし、出演者の演技が下手な点はさておいても、アニメ『くりいむレモン』シリーズの見所である「『エロ』の要素があまりに弱い」・「ワンショットが無駄に長く、展開が間延びしている」などと酷評している。毎日新聞に掲載された論評記事でも性的描写の抑えられた「いっぷう変わった恋愛映画」とされ、作品を手掛けた山下は過去作で男を主題としてきたことを踏まえた上で、本作は自身にとって新しいテーマに取り組んだ点に着目し「不慣れな題材のためか、（中略）ぎこちなく窮屈な印象を受けた」と評されている。一方、演者の演技や雰囲気のたどたどしさはむしろ「生々しく、そこは演出の勝利」と称賛した。読売新聞の映画担当記者は本作について5点満点中3点をつけている。そのほか、本作の映画批評は『キネマ旬報』2004年11月下旬号にも掲載されている。

## 関連作品

### ラジオ番組
アニメファンタジー・今夜はそっとくりいむレモン
1985年11月から1986年4月に文化放送で放送。パーソナリティは亜美。ラジオパーソナリティのおたっきぃ佐々木はニコニコ生放送の番組『やっぱ、アニメでしょう』に出演した際、『今夜はそっとくりいむレモン』でアニメのキャラクターがパーソナリティを務めたラジオ番組が初めて出現したのではないか、と発言している。
サンデーアニメジョッキー
1986年4月から1986年7月に文化放送で放送した『プロジェクトA子』のプロモーション番組。パーソナリティはバンブー竹内、アシスタントは亜美。構成作家は今村良樹。
こんばんは 由梨香です あなたとそっとくりいむレモン
1987年5月から1987年10月にTBSラジオで放送。パーソナリティは「e・tude」2作品のヒロイン 由梨香。
あなたにそっとくりいむレモン
キャラアニ.comで配信された有料ネットラジオ。後にCD化されたものが、DVD-BOXに特典として封入された。

### 書籍

#### 小説
官能小説が徐々に市民権を得始めていた1980年代の最中、アニメ『旅立ち 〜亜美・終章〜』のノベライズが富士見文庫より1986年に刊行された。本作は単行本としてリリースされた初めてのアダルトライトノベルとされている。それ以外にも『くりいむレモン』シリーズの関連作品がリリースされた本レーベルは「富士見美少女文庫」と呼称され、アダルトライトノベルの草分け的な存在となっている。
また、ノベライズした覆面作家の一人である倉田悠子が、川端康成文学賞や谷崎潤一郎賞を受賞した稲葉真弓であったことを、『新潮』2014年6月号の随筆で稲葉自身が明かしている。富士見文庫から1993年までに発行された「倉田悠子」名義の小説作品19冊のうち、『くりいむレモン』シリーズ関連の作品は半分以上を占め、シリーズ全体で累計250万部の売上を記録したとされている。倉田はのちの2008年に河出書房新社より新シリーズとして『くりいむレモン』のノベライズ2巻を発表したが、2014年8月30日に没した。没後の2020年から2021年にかけて、倉田名義のノベライズ作品群のうち6作品（冊数は5冊）が星海社から復刊された。
上記のほか、1998年から99年にかけて『くりいむレモン』シリーズ全4巻のノベライズがオークラ出版よりOAKノベルズレーベルで刊行されている。2001年にはメディアワークスより神澤ハルカが手掛けた『エスカレーション ディ・リーベ』のノベライズが発売された。

#### その他
くりいむレモン・フイルムコミックス
1985年から86年にかけて創映新社、87年から90年にかけて徳間コミュニケーションズから刊行されたシリーズ。
くりいむレモン ツインシリーズ
上記フィルムコミックスより、PART1〜PART16までと「旅立ち―亜美・終章」から、「亜美編」「エスカレーション編」「ラル編」「MAKO編」など、シリーズ別に2つセットで纏めたもの。
- 1986年12月1日発売
  - くりいむレモンツインシリーズ Vol.1 亜美編
  - くりいむレモンツインシリーズ Vol.2 エスカレーション編1
  - くりいむレモンツインシリーズ Vol.3 MAKO編
- 1987年1月1日発売
  - くりいむレモンツインシリーズ Vol.4 亜美編2
  - くりいむレモンツインシリーズ Vol.5 ポップチェイサー・スタートラップ編
- 1987年7月1日発売
  - くりいむレモンツインシリーズ Vol.6 ハプニングサマー・なりすスクランブル編
- 1987年8月1日発売
  - くりいむレモンツインシリーズ Vol.7 エスカレーション編2
  - くりいむレモンツインシリーズ Vol.8 超次元伝説ラル編

くりいむレモン メモリー
「PART1.媚・妹・baby/PART2.エスカレーション」・「Part3 SF・超次元伝説ラル」・「PART4 POP CHASER」が刊行された。
くりいむレモン：美少女アニメ（オリジナル・ビデオ・コレクション）
1985年に富士見書房から発行された。
今夜はそっと亜美
ラジオ番組『今夜はそっとくりいむレモン』にて放送されたパーソナリティ・亜美のモノローグを集めてノベライズした書籍。1986年発行。
愛蔵版 くりいむレモン アルバム
1987年11月刊行。PART1から16までの中から名場面や、当時発売されていたグッズなどの情報がまとめられている。また、それらの合間には飛龍乱氏による「今夜はどっこいしょとくりいむレモン」も掲載。亜美による各パートのちょっとした裏話が語られている。
ゲームブック
1987年11月に『くりいむギャルズ“アイドルを捜せ”』、『イマージュ 〜亜美Love Call〜』、『美少女戦争 ヒロインを救え』の3冊が同時に発売された。
くりいむレモン：シナリオストーリー
1988年発行。
くりいむレモン フィルム記録全集
1994年発行。
エスカレーション ディ・リーベ：新世紀くりぃむレモン
2002年にケイエスエスから発行された。
くりいむレモン マニアックス
2005年に第1巻が、2006年に第2巻がインフォレストから発行された。

### レモンエンジェル
『くりいむレモン』シリーズからの派生作品として、アニメ『レモンエンジェル』、漫画『レモンエンジェル』、アイドルグループ・レモンエンジェルの3つで構成されるメディアミックスプロジェクト「レモンエンジェル」が展開されている。アニメ作品に関してはフジテレビにて1987年10月からおよそ1年間に渡って5分間の深夜枠が設けられ、本番組が深夜アニメの先駆けになったとされている。漫画版は『週刊ヤングジャンプ』に掲載され、2巻構成のOVAとしても1990年7月6日にリリースされた。
2006年には、アニメ『レモンエンジェル』の21世紀版として全13話からなるアニメシリーズ『LEMON ANGEL PROJECT』が1月から3月まで深夜帯で放送されたほか、『レモンエンジェル 実写版』も制作されDVD媒体で6月23日にリリースされた。また、漫画版の続編『レモンエンジェルII』も制作された。